# Dendropanax oblongifolius
Dendropanax oblongifolius là một loài thực vật có hoa trong Họ Cuồng cuồng. Loài này được Rusby mô tả khoa học đầu tiên năm 1907.